# Desierto de Tabernas
Desierto de Tabernas este o arie protejată (arie specială de conservare — SAC, sit de importanță comunitară — SCI, arie de protecție specială avifaunistică — SPA) din Spania întinsă pe o suprafață de 11.448,49 ha, integral pe uscat.

## Localizare
Centrul sitului Desierto de Tabernas este situat la coordonatele 37°03′54″N 2°30′09″W / 37.0651°N 2.5026°V.

## Înființare
Situl Desierto de Tabernas a fost declarat arie de protecție specială avifaunistică în octombrie 1989 pentru a proteja 20 de specii de animale. Alte tipuri de protecție:
- sit de importanță comunitară (în decembrie 1997)
- arie specială de conservare (în noiembrie 2016)[3][5][6]

## Biodiversitate
Situată în ecoregiunea mediteraneană, aria protejată conține 12 habitate naturale: Râuri mediteraneene cu debit permanent și vegetație de Glaucium flavum, Stepe sărăturate mediteraneene (Limonietalia), Tufărișuri halo-nitrofile (Pegano-Salsoletea), Matorral arborescenți cu Zyziphus, Izvoare petrifiante cu formare de travertin (Cratoneurion), Galerii de Salix alba și de Populus alba, Vegetație gipsofilă iberică (Gypsophiletalia), Galerii și tufărișuri riverane sudice (Nerio-Tamaricetea și Securinegion tinctoriae), Tufărișuri termo-mediteraneene și de pre-deșert, Tufărișuri halofile mediteraneene și termo-atlantice (Sarcocornetea fruticosi), Pseudostepă cu ierburi și specii anuale de Thero-Brachypodietea, Pajiști umede mediteraneene cu ierburi înalte de Molinio-Holoschoenion.
La baza desemnării sitului se află mai multe specii protejate de  păsări (20): Aquila fasciata, buha (Bubo bubo), Bucanetes githagineus, pasărea ogorului (Burhinus oedicnemus), ciocârlie-cu-degete-scurte (Calandrella brachydactyla), caprimulg (Caprimulgus europaeus), Chersophilus duponti, dumbrăveancă (Coracias garrulus), șoim călător (Falco peregrinus), vânturel roșu (Falco tinnunculus), Galerida theklae, ciocârlie de bărăgan (Melanocorypha calandra), muscar sur (Muscicapa striata), pietrar mediteranean (Oenanthe hispanica), Oenanthe leucura, Pterocles orientalis, mărăcinar negru (Saxicola torquatus), Sylvia conspicillata, silvie de tufiș (Sylvia undata), spârcaci (Tetrax tetrax).
Pe lângă speciile protejate, pe teritoriul sitului au mai fost identificate 21 de specii de plante, 25 de specii de păsări, 3 specii de amfibieni, 9 specii de mamifere, 11 specii de reptile.